# Katherine Legge
Pour les articles homonymes, voir Legge.
Katherine Legge née le 12 juillet 1980 à Guildford dans le Surrey, est une pilote automobile anglaise. Après avoir piloté durant deux saisons en Champ Car, elle a rejoint en 2008 les rangs du championnat allemand DTM. En 2012, elle revient en IndyCar Series. En 2013, elle devient pilote de la DeltaWing.

## Biographie
Après plusieurs années de karting, Katherine Legge a fait ses débuts en sport automobile en 2000, dans le championnat britannique de Formule Ford. Première pilote féminine de l'histoire à décrocher une pole position dans cette discipline, elle accède les saisons suivantes à la Formule Renault britannique (2001 et 2002)  puis à la Formule 3 (2003), mais sans se mettre particulièrement en valeur. 
Sans programme complet pour la saison 2004 (si ce n'est quelques courses de Formule Renault), elle semble se résoudre à mettre un terme à sa carrière et pour gagner sa vie, donne des cours de pilotage sur le circuit de Silverstone jusqu'à ce qu'elle apprenne dans la presse spécialisée que Kathryn Nunn (la femme de Mo Nunn, figure du sport automobile américain) envisage de bâtir une écurie 100 % féminine dans le championnat d'Indy Pro Series. Au culot, elle parvient à participer à une séance d'essais privés destinée à choisir les pilotes de l'écurie et à laquelle elle n'était pas conviée. Malgré son inexpérience des circuits ovales, elle s'affirme de loin comme la plus talentueuse des jeunes femmes présentes sur le Texas Motor Speedway. En raison de difficultés financières, le programme de Kathryn Nunn ne voit finalement pas le jour, mais son coup d'éclat permet à Legge de relancer sa carrière :  en 2005, grâce au soutien financier de Kevin Kalkhoven (en) (le propriétaire du Champ Car et de l'écurie PKV Racing) elle obtient un volant dans le championnat de Formule Atlantic, l'antichambre du Champ Car, au sein de l'écurie Polestar. Dès sa première course dans la discipline à Long Beach, elle fait sensation en décrochant la victoire. Elle devient la première femme de l'histoire à s'imposer dans ce championnat, ce qui ne manque pas de susciter les comparaisons avec Danica Patrick, également passée par la Formule Atlantic mais sans jamais gagner de course. Deux autres victoires suivront au cours de l'année, lui permettant de terminer la saison à la troisième place finale.
Fin 2005, Legge est sur tous les fronts : répondant à une invitation de Paul Stoddart, elle fait ses premiers tours de roue en Formule 1 au volant d'une Minardi dans le cadre d'essais privés à Vallelunga en Italie, essaye une monoplace de A1 Grand Prix, et teste pour plusieurs écuries de Champ Car. Malgré des chronos assez moyens, elle est engagée par l'écurie PKV Racing. Sa première saison en Champ Car s'avère difficile : souffrant d'un déficit de performances, elle évolue le plus souvent en queue de peloton. À la suite d'une rupture mécanique, elle est également victime d'un très violent accident sur le circuit routier de Road America, dont elle se sort miraculeusement sans la moindre blessure. Elle termine l'année à la 16e place du championnat, avec une 6e place sur l'ovale de Milwaukee en guise de meilleur résultat. Non retenu par le PKV Racing, elle signe pour la saison 2007 avec le Dale Coyne Racing, où comme l'année précédente, elle peine à briller. 
En 2008, elle rejoint le DTM au sein de l'écurie Futurecom TME qui engage des Audi.
En 2012, elle fait son retour au volant d'une voiture d'IndyCar Series et est la coéquipière de Sébastien Bourdais chez Dragon Racing,.
Alors qu'elle avait signé un contrat sur deux saisons, elle n'est pas conservée en 2013 et est remplacée par Sebastian Saavedra. Elle devient ensuite pilote du prototype Nissan DeltaWing.
En 2014, Katherine Legge signe chez Amlin Aguri en Formule E. Après deux courses, elle est remplacée par Salvador Durán.
En 2018, elle dispute quatre courses de NASCAR au sein de l'écurie JD Motorsports (en).